# Arthur Stockdale Cope
Pour les articles homonymes, voir Cope.

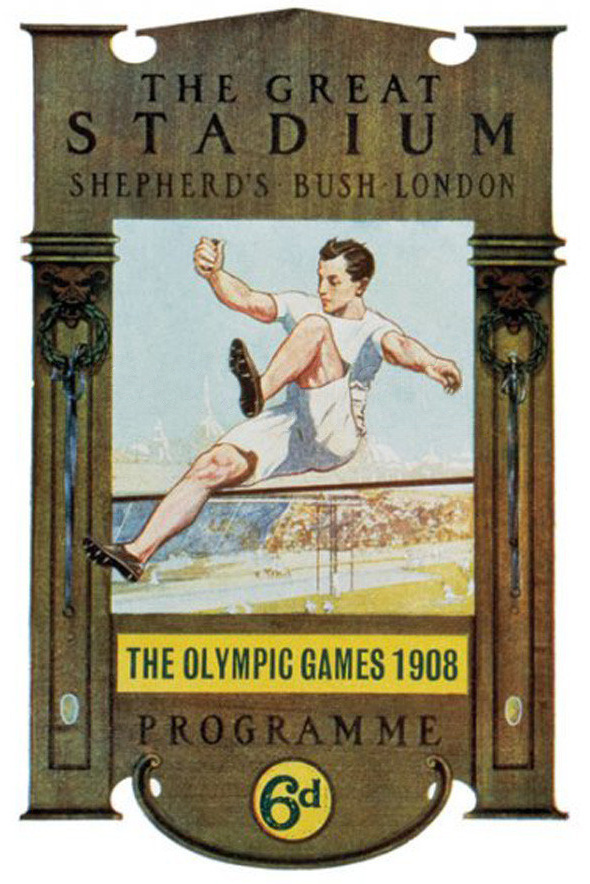
Programme des Jeux olympiques de 1908 à Londres par Arthur Stockdale Cope

Arthur Stockdale Cope, né à Londres le 2 novembre 1857 où il est mort le 5 juillet 1940, est un peintre britannique. 

## Biographie
Fils de Charles West Cope, élève de Francis Stephen Cary (en) puis de la Royal Academy, il est connu pour avoir produit de 1876 à 1935, 288 portraits.
Membre du Salon des artistes français, il y obtient une mention honorable en 1892, une médaille de 3e classe en 1896 et une médaille de 2e classe en 1902, année où il est placé en hors-concours. En 1906, il remporte le Prix Rosa-Bonheur et est nommé membre d'honneur correspondant du Salon des artistes français. 
Membre de la Royal Society of Portrait Painters (1900), il est élu en 1910 à la Royal Academy puis est anobli en 1917.
Il fut aussi le professeur de Vanessa Bell à l'école d'art de South Kensington qu'il a fondé.

## Galerie

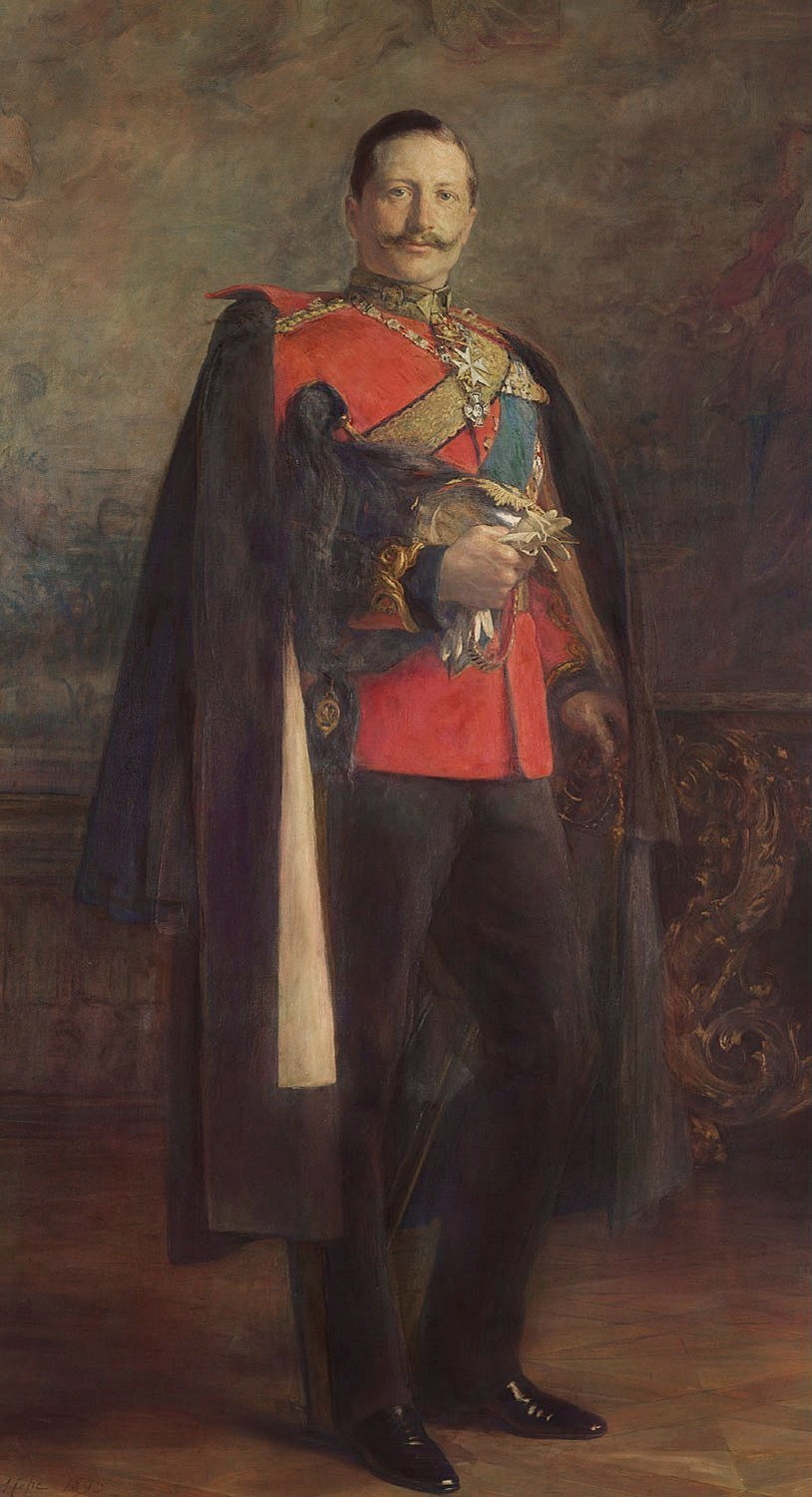
Guillaume II (1895)
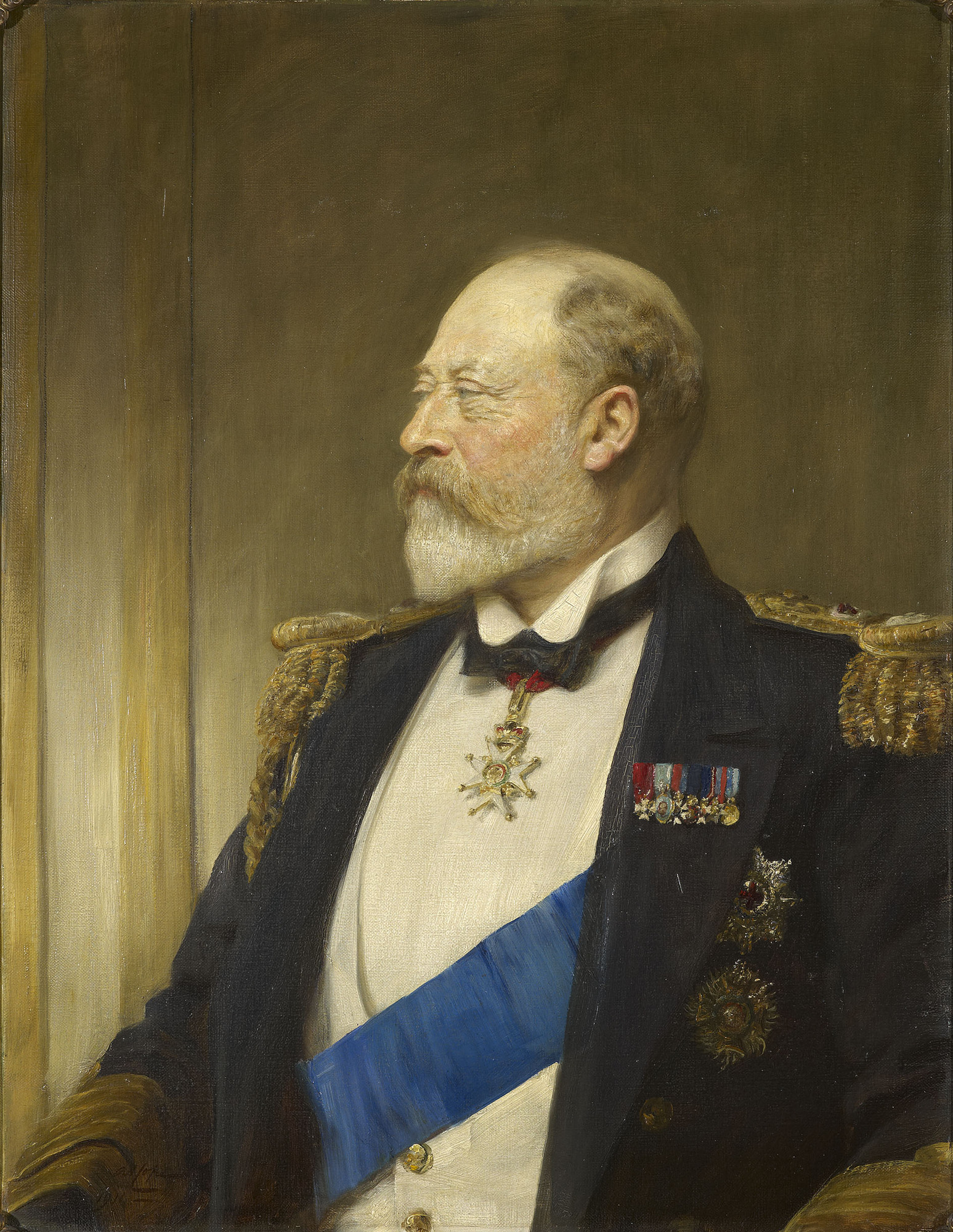
Édouard VII (1911)
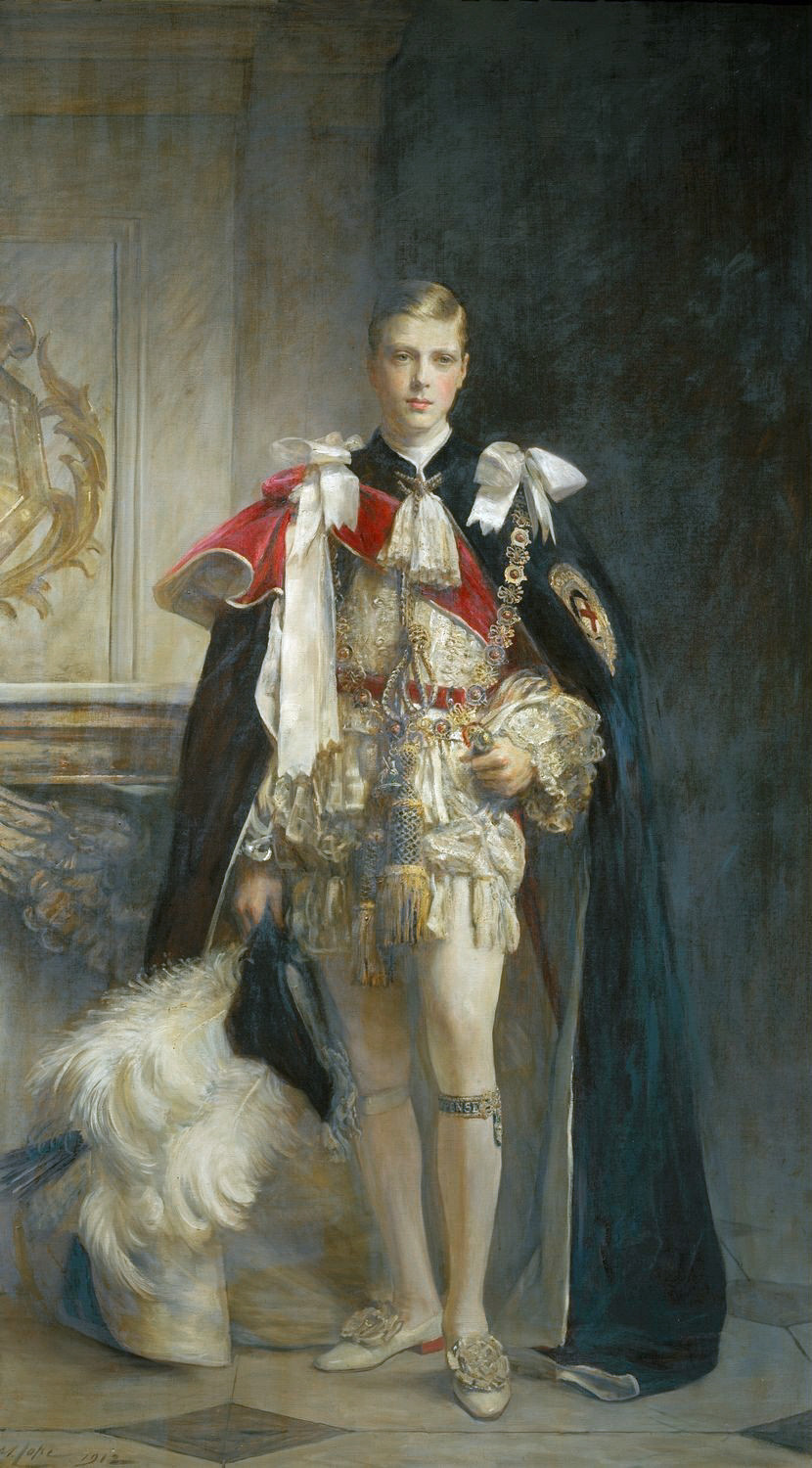
Édouard VIII (1912)
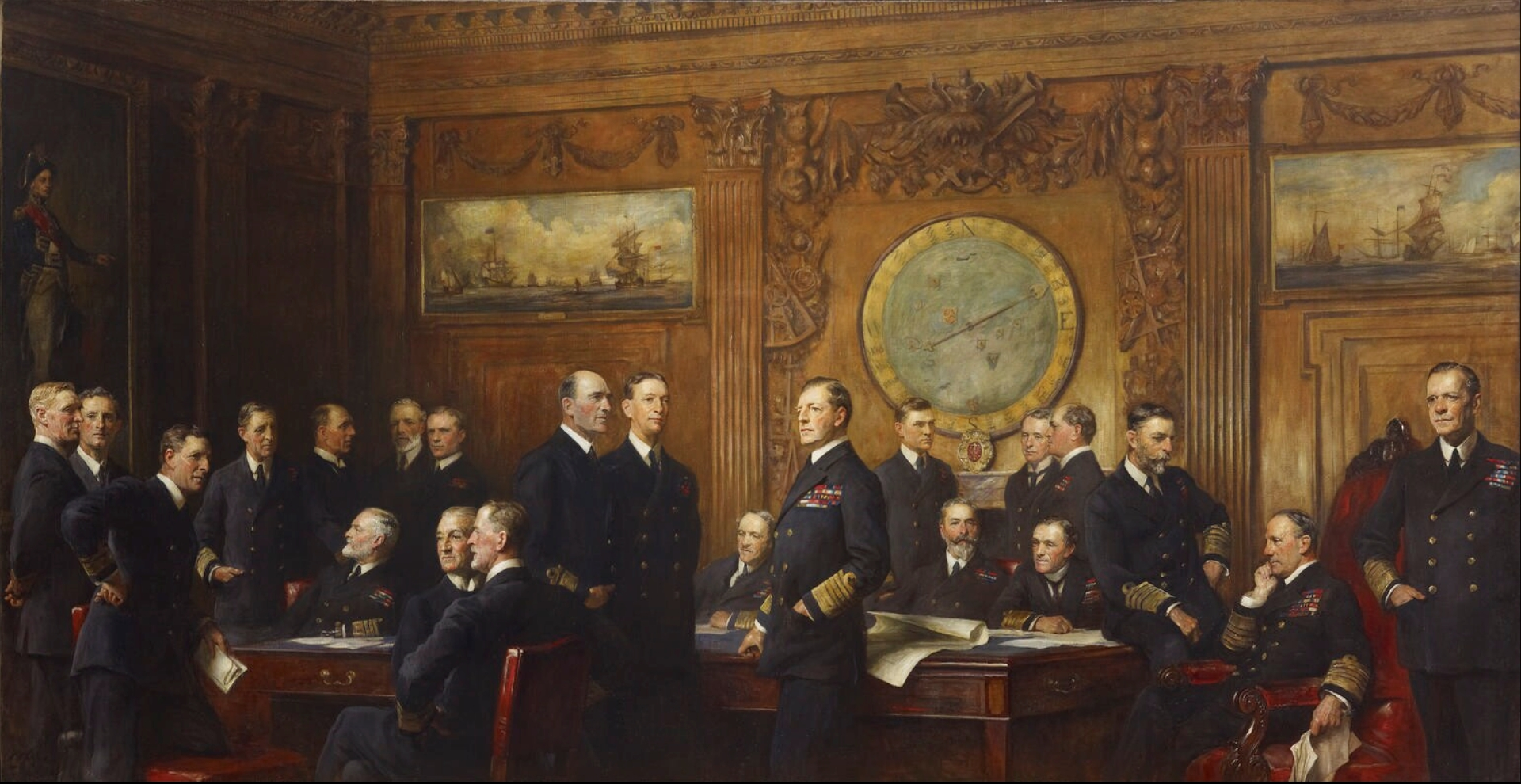
Officiers navals de la Première Guerre mondiale (1921)
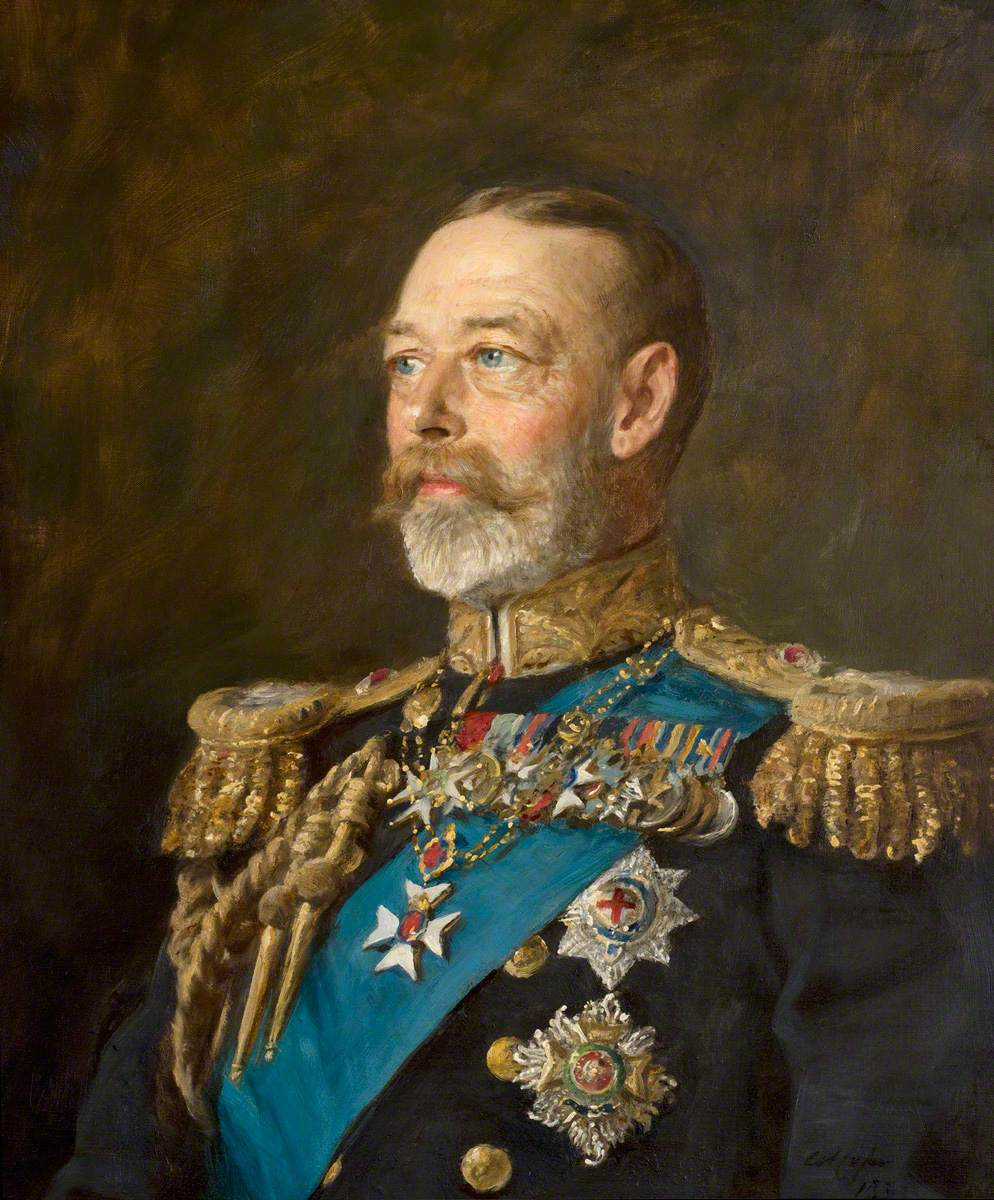
George V (1933)

## Élèves
- Vanessa Bell
- May de Montravel Edwardes